# Golf de Saint-Cloud
De Golf de Saint-Cloud is een Franse golfclub ten westen van Parijs, op grond van de gemeenten Garches, Rueil-Malmaison en Vaucresson.

## De baan
In 1911 kocht Henry Cachard, de eerste president van de zojuist opgerichte Golf de Saint-Cloud, een terrein dat een eeuw eerder toebehoorde aan Joséphine de Beauharnais. Hij wilde een besloten club oprichten waar golf, tennis, polo en squash gespeeld kon worden.

In dat jaar werd door de Amerikaanse golfbaanarchitect Harry S. Colt de eerste 18-holes golfbaan aangelegd. Deze wordt nu de Parcours Vert genoemd. Het is een glooiende parkbaan
In 1930 werd de tweede 18 holesbaan aangelegd, die nu de Parcours Jaune wordt genoemd. Er is een drivingrange met 46 overdekte plaatsen.
 Alleen in juli en augustus zijn bezoekers welkom.

### Open de France
Het Franse Open wordt sinds 1906 gespeeld, waarvan veertien edities op St Cloud plaats hebben gevonden.
| Jaar | Naam                | Land       |
| ---- | ------------------- | ---------- |
| 1926 | Aubrey Boomer       | Engeland   |
| 1932 | Arthur J. Lacey     | Engeland   |
| 1937 | Marcel Dallemagne   | Frankrijk  |
| 1946 | Henry Cotton        | Engeland   |
| 1948 | Firmin Cavalo       | Frankrijk  |
| 1951 | Hassan Hassanein    | Egypte     |
| 1954 | Flory van Donck     | België     |
| 1957 | Flory van Donck     | België     |
| 1960 | Roberto de Vincenzo | Argentinië |
| 1963 | Bruce Devlin        | Australië  |
| 1968 | Peter Butler        | Engeland   |
| 1980 | Greg Norman         | Australië  |
| 1984 | Bernhard Langer     | Duitsland  |
| 1987 | José Rivero         | Spanje     |

### Coupe Cachard
Ieder jaar wordt hier de Coupe Cachard voor amateur dames en heren gespeeld. Het toernooi telde alleen in 2010 mee voor de wereldranglijst en leverde toen 26 punten voor de winnaar op. Voormalige winnaars zijn o.a. Joanna Klatten (2006) , Manon Gogaldi (2010) en François Illouz (2010).

### Erelid
In 1994 werd José Maria Olazabal het erelidmaatschap van de club aangeboden.

## Polo
In 1924 werden de 8ste Olympische Spelen in Frankrijk gehouden. De polo wedstrijden werden op St Cloud gespeeld.

## Tennis
Er zijn drie gravel tennisbanen.